# Bollsberget
Bollsberget este o arie protejată (arie specială de conservare — SAC, sit de importanță comunitară — SCI) din Suedia întinsă pe o suprafață de 332 ha, integral pe uscat.

## Localizare
Centrul sitului Bollsberget este situat la coordonatele 63°54′48″N 16°14′34″E / 63.9132°N 16.2428°E.

## Înființare
Situl Bollsberget a fost declarat sit de importanță comunitară în decembrie 1998 pentru a proteja 2 specii de plante. Situl a fost protejat și ca arie specială de conservare în martie 2011.

## Biodiversitate
Situată în ecoregiunea boreală, aria protejată conține 3 habitate naturale: Mlaștini turboase de tranziție și turbării mișcătoare, Taiga vestică, Lacuri și iazuri distrofice naturale.
La baza desemnării sitului se află mai multe specii protejate de  plante (2): Calamagrostis chalybaea, Ranunculus lapponicus.